# Ngót lá hình thìa
Ngót lá hình thìa  hay bồ ngót Trùng Khánh (danh pháp: Sauropus tiepii) là một loài thực vật có hoa trong họ Diệp hạ châu. Loài này được Nguyễn Nghĩa Thìn mô tả khoa học đầu tiên năm 1995.